# NGC 7153
NGC 7153 (również PGC 67624) – galaktyka spiralna (Sb), znajdująca się w gwiazdozbiorze Ryby Południowej. Odkrył ją John Herschel 28 września 1834 roku.